# محوطه جرچال گره گوابر
محوطه جرچال گره گوابر مربوط به دوران‌های تاریخی پس از اسلام است و در شهرستان رودسر، بخش رحیم‌آباد، روستای گره گوابر واقع شده و این اثر در تاریخ ۲ بهمن ۱۳۸۲ با شمارهٔ ثبت ۱۰۷۴۷ به‌عنوان یکی از آثار ملی ایران به ثبت رسیده‌است.